# Безнос, Фанни

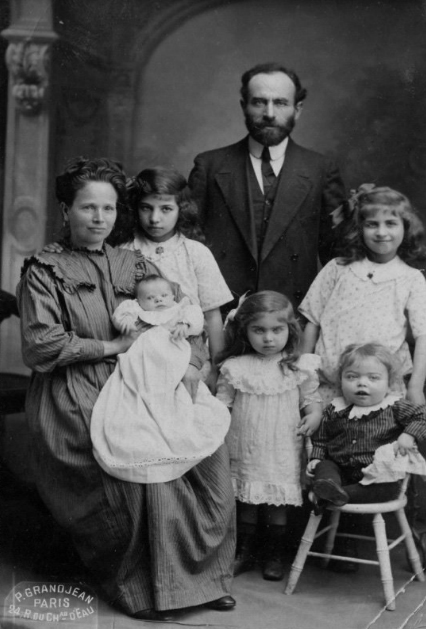
Семья 7-летней Фанни Безнос. Фото 1914 года

Фанни Безнос (фр. Fanny Beznos, урождённая Фе́йга Ге́ршевна Бе́знос; 10 января 1907, Вад-Рашков, Сорокский уезд, Бессарабская губерния — 23 октября 1942, Освенцим) — французская поэтесса-сюрреалистка, коммунистка, участница движения Сопротивления.

## Биография
Родилась 10 января 1907 года в местечке Вад-Рашков Сорокского уезда Бессарабской губернии. Была второй из четырёх дочерей в семье мелкого торговца тканями Эрша (Герша) Нафтульевича Безноса (1875—1943) и Сары Янкелевны Грениц (1879—1943), которые в 1912 году переехали с дочерьми во Францию и в 1913 году осели в Париже (их последняя дочь Бланш родилась в 1914 году уже во Франции). Отец открыл лавку по продаже подержанной мебели и другой домашней утвари, мать занималась надомным изготовлением матрацев, семья жила в бедности. В 1921 году Фейга Безнос была вынуждена, не окончив школы, оставить учёбу и поступить на курсы машинисток; одновременно работала в переплётной мастерской. В это время она начала принимать участие в деятельности Гвардии юных антифашистов при Обществе ветеранов-республиканцев и вскоре возглавила её женскую секцию.
В 1927 году она присоединилась к Французской коммунистической партии и принимала участие в движении суфражисток. В этом же году, помогая отцу торговать на блошином рынке в Сент-Уэн-сюр-Сен, она случайно познакомилась с поэтом Андре Бретоном, с которым у неё завязалась дружба и благодаря которому она вошла в среду сюрреалистов. Вспоминая впоследствии их первую встречу, Бретон писал, что занимаясь мелкой торговлей на блошином рынке, Фанни была необычайно образованной девушкой, обсуждала Шелли, Ницше и Рембо, была знакома с современным сюрреализмом. Её стихотворения вскоре начали публиковаться в редактируемых Бретоном журналах сюрреалистов, в том числе уже в октябре 1927 года в их центральном издании «La Révolution surréaliste». В стихах Безнос преобладала общественная тематика, что было нехарактерно для в целом лирической направленности поэзии сюрреалистов.
Будучи остановленной на антивоенной демонстрации феминисток в Париже, Безнос дала пощёчину допрашивавшему её полицейскому, подверглась аресту и 4 августа 1928 года была выслана в Бельгию, откуда выехала в Люксембург, где жила в квартире основателя Коммунистической партии Люксембурга Зенона Бернарда. После одной из ссор, будучи на пятом месяце беременности, она разорвала отношения с Бернардом и вернулась в Бельгию, где её приютила семья участников рабочего движения Шарля и Эммы Жакмотт. Её новорождённый сын Клод умер вскоре после рождения и уже 30 декабря 1929 года Фанни Безнос вышла замуж за сына приютившей её семьи и тоже активиста Коммунистической партии Бельгии Фернана Жакмотта, который в это время был редактором печатного органа компартии Бельгии — газеты «Красный флаг». Вследствие официально заключённого брака, Безнос получила бельгийское гражданство.
В конце 1933 года вместе с мужем принимала участие в работе миссии дружбы с Советским Союзом в Испании. В Бельгии работала во Всемирном союзе женщин против войны и бедности, превратившимся во Всемирный комитет женщин против войны и бедности, где она руководила бельгийской секцией; была делегаткой конгресса этой организации в Париже (1934). Возглавляла коммунистическую фракцию Комитета помощи Испании, выступала на конгрессе компартии Бельгии в 1939 году, входила в секретариат Союза коммунистической молодёжи, избиралась секретарём Secours populaire.
10 мая 1940 года Бельгия ввела военное положение и среди прочих начала аресты коммунистов. Фанни и Фернан Жакмотт были арестованы в тот же день и заключены в тюрьму Форе. 15 мая они были вывезены на железнодорожную станцию Эттербек и депортированы этапом в Пиренеи, где 22 мая Фанни Безнос была помещена в женский концентрационный лагерь Гюрс под Олорон-Сент-Мари. Благодаря вмешательству Красного Креста она была освобождена и вернулась в Париж, откуда 20 июля 1940 года адвокаты Жан Фонтейн и Альбер Депельсенер перевезли её в Брюссель. 28 октября 1940 года евреям было приказано зарегистрироваться в муниципалитете и Фанни Безнос подчинилась приказу.
После нападения Германии на СССР воссоединившаяся с мужем Безнос начала участвовать в движении Сопротивления. После ареста мужа она ушла в подполье, но была арестована вместе с Пьером Боссоном 10 октября 1941 года во время секретной встречи в Схарбеке. 10 июля 1942 года как коммунистка она была заключена в тюрьму в Ахене, 8 августа 1942 года уже как еврейка интернирована в концентрационном лагере Равенсбрюк, где была направлена на принудительный труд в пошивочной мастерской на нужды оккупационных немецких войск. Будучи замеченной в саботаже работы мастерской, она была помещена в штрафблок и подверглась другим наказаниям.
Осенью 1942 года Фанни Безнос была депортирована в концентрационный лагерь Освенцим, где погибла 23 октября 1942 года. Её родители также были депортированы в Освенцим из Парижа и погибли в 1943 году.

## Семья
- Муж — Фернан Жакмотт (1902—1960), бельгийский политик-коммунист, племянник активиста бельгийского рабочего движения Жозефа Жакмотта.
- Племянник (сын её старшей сестры Рахили) — Анри Борлан (1929—2024), французский медик, литератор, мемуарист[16][17].